# Château de Schmarsow
Le château de Schmarsow (Schloß Schmarsow) est un château situé dans le village de Schmarsow qui appartient à la municipalité de Kruckow dans le land de Mecklembourg-Poméranie-Occidentale (arrondissement de Poméranie-Occidentale-Greifswald). C'est l'un des châteaux le plus ancien de Poméranie-Occidentale.

## Histoire
Le domaine est mentionné en 1249 comme faisant partie des biens féodaux des chevaliers de Maltzahn. Il appartenait au château fort d'Osten qui appartint à des lignes cadettes de la famille jusqu'au XVIe siècle. Schmarsow fait partie en 1599, avec les villages de Pensin, Kruckow, Pritzenow, Kartlow, Plötz et Roidin des terres de Vanselow. Les terres se morcellent ensuite, jusqu'à ce que Philipp Joachim von Parsenow en soit le seigneur à la fin du XVIIe siècle. Il fait construire à la place du manoir le château actuel en 1698, en se servant des pierres du château fort d'Osten détruit pendant la Guerre de Trente Ans.
Le château est restauré par Otto von Parsenow en 1796. Lorsque la famille s'éteint au XIXe siècle, plusieurs représentants des Maltzahn récupèrent certaines parties des domaines. En 1844, Schmarsow revient à la branche de Kummerow, mais des procès divisent les familles et le château et ses terres sont vendus en 1855 à Woldemar von Heyden (1809-1871) dont les descendants restent propriétaires de Schmarsow jusqu'à leur expulsion en 1945.

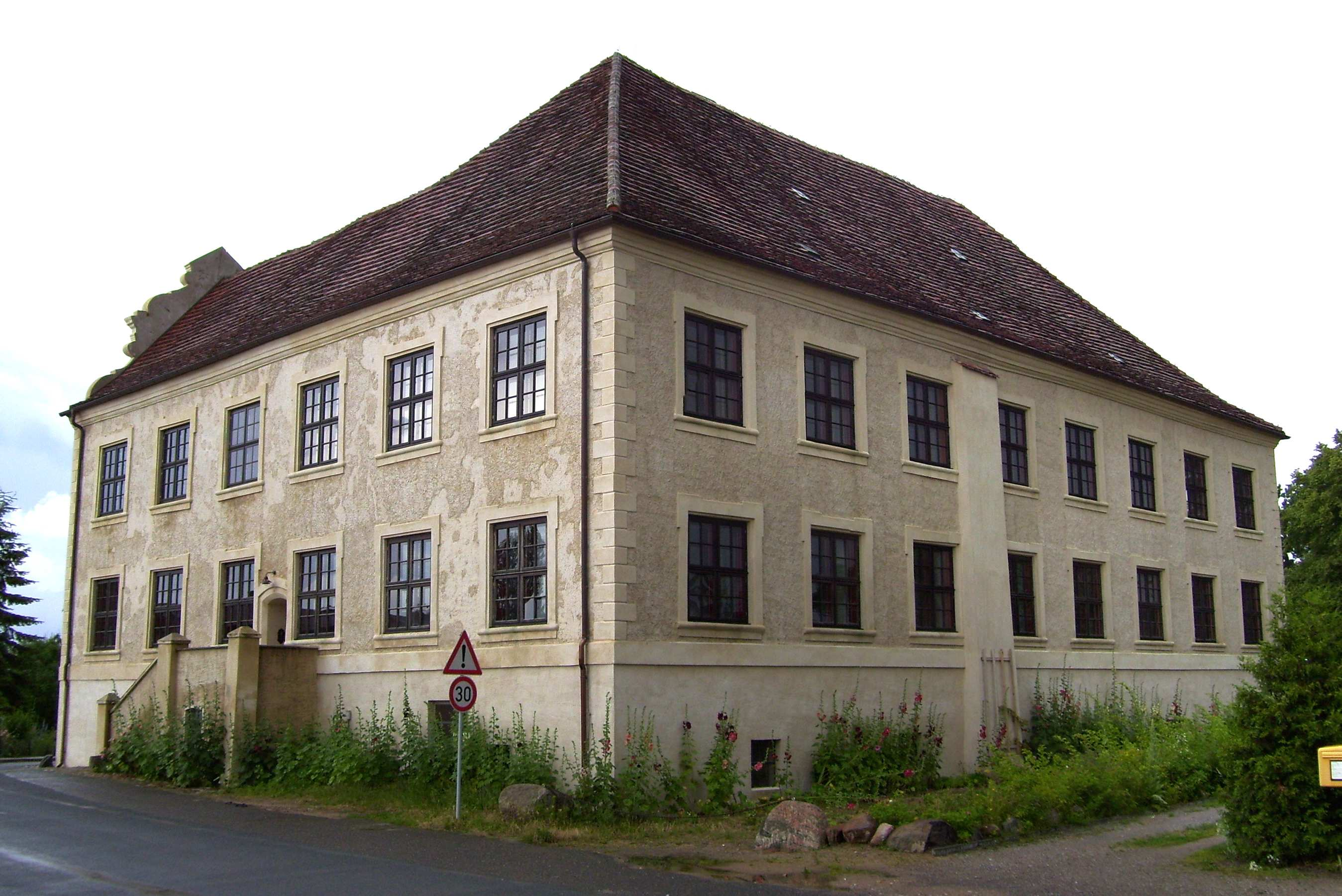
Côté sud-ouest du château

Le château abrite l'intendant des Heyden, mais ils y reçoivent aussi leurs invités, leur château principal se trouvant à Kartlow. Du temps de la république démocratique allemande le château accueille un club de jeunesse du parti, des logements, l'administration du village, et un magasin d'alimentation populaire. Le château fait partie des bâtiments historiques protégés de la région.
Dix ans après la réunification, le château est vendu et restauré en 2000-2001.

## Source
- (de) Cet article est partiellement ou en totalité issu de l’article de Wikipédia en allemand intitulé « Schloss Schmarsow » (voir la liste des auteurs).